# Возженникова, Анна Меркурьевна
Анна Меркурьевна Возженникова — доярка племенного завода «Соколовка» Зуевского района Кировской области, Герой Социалистического Труда (1966).
Родилась 5 марта 1922 года в деревне Блиновская Слободского уезда Вятской губернии (ныне Зуевский район Кировской области).
Получила начальное образование. Работала дояркой на Соколовской молочно-товарной ферме совхоза имени Ворошилова (с 1958 года — племзавод «Соколовка») Зуевского района. Обслуживала коров холмогорской породы.
В 7-й семилетке (1959—1965) в среднем от каждой из 24 коров своей группы ежегодно надаивала по 3140 килограммов молока, а в заключительном 1965 году — 3761 килограмм; не было ни одной яловой коровы, были сохранены все телята.
Указом Президиума Верховного Совета СССР от 22 марта 1966 года за достигнутые успехи в развитии животноводства присвоено звание Героя Социалистического Труда.
Жила в посёлке Соколовка. Умерла в 2009 году.